# کوتون (شرکت)
کوتون (به انگلیسی: Koton) شرکت پوشاک ترک است، که در سال ۱۹۸۸ تأسیس شد.